# فلوریدا جورجیا لاین
فلوریدا جورجیا لاین (انگلیسی: Florida Georgia Line) یک گروه موسیقی کانتری آمریکایی است که در سال ۲۰۱۰ توسط برایان کلی و تایلر هابارد، که هردوی آن‌ها خواننده و ترانه‌سرای گروه هستند، تشکیل شد.